# Wasyl Kardasz
Wasyl Jarosławowycz Kardasz, ukr. Василь Ярославович Кардаш, ros. Василий Ярославович Кардаш, Wasilij Jarosławowicz Kardasz (ur. 14 stycznia 1973 we Lwowie, Ukraińska SRR) – ukraiński piłkarz, grający na pozycji pomocnika, reprezentant Ukrainy.

## Kariera piłkarska

### Kariera klubowa
Jest wychowankiem SDJuSzOR Karpaty Lwów, w którym w 1990 rozpoczął karierę piłkarską. W 1992 przeszedł do Skały Stryj. W 1993 powrócił do Karpat, a w następnym roku wyjechał do Izraela, gdzie bronił barw klubu Maccabi Hajfa. Po połowie sezonu powrócił na Ukrainę i został piłkarzem Czornomorca Odessa. W 1996 został zaproszony do Dynama Kijów. W sezonie 2000/01 rozegrał tylko 4 mecze w podstawowym składzie Dynama, dlatego przeniósł się do Arsenału, w którym w 2006 zakończył karierę piłkarską.

### Kariera reprezentacyjna
9 kwietnia 1996 debiutował w reprezentacji Ukrainy w meczu towarzyskim z Mołdawią, zremisowanym 2:2. Wcześniej bronił barw młodzieżowej reprezentacji Ukrainy.

## Sukcesy i odznaczenia

### Sukcesy klubowe
- mistrz Izraela: 1994
- mistrz Ukrainy: 1997, 1998, 1999, 2000
- zdobywca Pucharu Ukrainy: 1998, 1999, 2000
- półfinalista Ligi Mistrzów: 1999

### Sukcesy indywidualne
- wybrany do listy 33 najlepszych piłkarzy roku na Ukrainie: 1999 (nr 2)